# Академия Финляндии
Академия Финляндии (фин. Suomen Akatemia, швед. Finlands Akademi) — правительственный отдел финансирования научных исследований в Финляндии, расположенный в столице страны, Хельсинки. Академия ежегодно распределяет более 260 миллионов евро для проведения научно-исследовательских проектов, над которыми работают более 5 тысяч исследователей. Академия не является образовательным учреждением. Тем не менее, сотрудники академии могут иметь научные звания, такие как профессор и т. д.
Академию Финляндии не нужно путать с двумя финскими научными обществами, Финской академией науки и литературы и Финским обществом наук и литературы, которые являются двумя финскими национальными почётными академиями для учёных, говорящих на финском и шведском языках, соответственно. Для инженеров существует две почётных академии — Финская Академия Технологии и Шведская Академия Технических наук в Финляндии.
Финский титул академика (akateemikko / akademiker) является почётным званием, которое присуждается президентом Финляндии самым выдающимся учёным, исследователям и художникам. Это звание может также присуждаться иностранным учёным, исследователям или художникам, которые значительно способствовали развитию интеллектуальной жизни. По состоянию на 2018 год может быть максимум 12 живущих академиков в сфере науки и 8 живущих академиков в сфере искусства. Число иностранных академиков не ограничено. 

## Управление Академией
Управление Академией ведёт административный офис (фин. hallintovirasto), количество персонала по состоянию на 2022 год примерно 150 человек. Офис возглавляет назначаемый на пять лет Президентом Финляндии Президент Академии. С 2012 по 2022 год Президентом Академии был Хейкки Маннила. С 1 марта 2022 года Президент Академии Финляндии — Паула Эрола. Направлениями деятельности занимаются два вице-президента Академии: вице-президент по исследованиям (фин. Ylijohtaja (tutkimus)) и административный вице-президент (фин. Ylijohtaja (hallinto)). Выработкой научной стратегии Академии занимается назначаемое на срок три года Правительством Финляндии Правление Академии (фин. hallitus), состоящее из Председателя, его заместителя и от четырёх до шести членов. В 2010—2014 годах Председателем Правления был известный финский русист Арто Мустайоки. С 1 января 2022 года по 31 декабря 2024 года Председателем Правления назначена профессор Оулусского университета Йоханна Мюллюхарью.

## Профессора Академии
Академия Финляндии назначает профессоров. Срок службы составляет пять лет. В настоящее время в Академии работает 32 профессора и два отдельных специалиста: Минна Кант, специализирующаяся на теме социального равенства и исследованиях женщин, и М. Ахтисаари, специализирующийся на теме управления международными конфликтами.
Профессора, работающие в настоящее время (май 2018)
| - Alasuutari, Pertti - Alitalo, Kari - Alku, Paavo - Aro, Eva-Mari - Castrén, Eero - Heinämaa, Sara - Häkkinen, Hannu - Ikonen, Elina |  | - Ivaska, Johanna - Jalkanen, Sirpa - Jernvall, Jukka - Kaila, Kai - Kaski, Samuel - Keloharju, Matti - Klabbers, Jan - Kulmala, Markku |  | - Lahesmaa, Riitta - Lassas, Matti - Latva-Aho, Matti - Lummaa, Virpi - Niemi, Johanna - Pekola, Jukka - Peltonen, Markku - Pitkänen, Asla |  | - Primmer, Craig - Räikkönen-Talvitie, Katri - Salmi, Hannu - Toiviainen, Petri - Törmä, Päivi - Wartiovaara, Anu - Vesala, Timo - Ylä-Herttuala, Seppo |